# Piper peltilimbum
Piper peltilimbum är en pepparväxtart som beskrevs av Truman George Yuncker. Piper peltilimbum ingår i släktet Piper och familjen pepparväxter. Inga underarter finns listade i Catalogue of Life.